# HMS B9
HMS B9 – brytyjski okręt podwodny typu B. Zbudowany w latach 1905–1906 w Vickers, Barrow-in-Furness, gdzie okręt został wodowany 24 stycznia 1906 roku. Rozpoczął służbę w Royal Navy 28 kwietnia 1906 roku.
Po wybuchu I wojny światowej okręty B6, B7, B8, B10, B11 zostały skierowane najpierw do Gibraltaru, a następnie na Morze Śródziemne.
W 1914 roku B9 stacjonował na Malcie przydzielony do HMS „Egmont”, pod dowództwem Lt. Geoffreya Warburtona.
Z powodu braku części zamiennych od 1915 roku okręt nie brał udziału w operacjach okrętów podwodnych. 
W 1916 roku był w składzie Adriatyckiej Flotylli Okrętów Podwodnych stacjonującej w Brindisi oraz Wenecji, pod dowództwem Lt. Jermyna Rushbrookea. 
We wrześniu 1917 roku został przekazany marynarce włoskiej Regia Marina. Okręt został przerobiony na łódź patrolową S9 i operował na Adriatyku.
31 października 1919 roku okręt został sprzedany firmie Messrs Francotosti Malta.